# Alberto II de Austria
Alberto II de Austria (12 de diciembre de 1298-16 de agosto de 1358), duque de Austria. Príncipe muy instruido, llamado por ello el Sabio.

## Vida
Nació en el castillo de Habsburgo en Habsburgo, hijo de Alberto I, Rey de Romanos, y de Isabel de Tirol.  Inicialmente se preparó para una carrera eclesiástica y, aunque siendo todavía menor, fue elegido obispo de Passau en 1313. Sin embargo, tuvo que rivalizar con un candidato opositor y finalmente renunció al cargo en 1317. Después de la muerte de su hermano mayor Federico el Hermoso en 1330, los hijos supervivientes, Alberto II y  Otón el Alegre, se convirtieron en gobernantes conjuntos de todos los dominios de los Habsburgo en Austria y Estiria. Alberto aumentó sus posesiones por la herencia de su esposa Juana, que se componía de la provincia de Pfirt y varias ciudades más.
Además, Alberto impuso sus pretensiones de Carintia y Carniola contra Juan I de Bohemia. Como reflejo de su gran reputación entre los mandatarios laicos y la Iglesia de Europa, en 1335 el papa Benedicto XII le pidió que mediara en el conflicto de la iglesia con el emperador Luis IV de Baviera. Dos años después, en 1337, el rey Felipe VI de Francia le pidió ayuda contra el emperador Luis y el rey Eduardo III de Inglaterra. Sin embargo, Alberto permaneció fiel al emperador hasta la muerte de Luis.
Estableció la "regla de la casa Albertiniana" (Albertinische Hausordnung) para predeterminar las reglas de sucesión en las tierras austriacas, aunque la norma se tuvo en cuenta después de su muerte hasta ser renovada por Maximiliano I, emperador del Sacro Imperio Romano Germánico. Adoptada como parte de la Pragmática Sanción, la norma efectiva de la casa Albertiniana siguió siendo una de las leyes básicas de Austria hasta 1918. Estiria le debe su (ex) constitución, la llamada "Montaña Book" (Bergbüchel), y lo mismo puede decirse de Carintia.
Alberto comenzó la construcción del coro de estilo gótico de la catedral de San Esteban de Viena, conocido como el Coro Albertiniano. Se ha especulado que tenía parálisis temporal (que explica su apodo de "Alberto el Cojo") causada por poliartritis. Si es así, sin embargo, no le impidió ser padre de cuatro hijos: Rodolfo, que le sucedió como duque, Federico (segundo Duque), Alberto III (tercer Duque) y Leopoldo (tercer co-Duque).
Alberto murió en Viena en 1358 y fue enterrado en un monasterio de su propia fundación, Gaming Charterhouse en la Baja Austria.

## Matrimonio e hijos
Se casó el 15 de febrero de 1324 con la condesa Juana de Ferrette, hija del Conde Ulrico III y tuvo los siguientes hijos:
1. Rodolfo IV de Austria (Viena, 1 de noviembre de 1339 - Milán, 27 de julio de 1365), casado pero sin hijos.
2. Catalina (1342, Viena - 10 de enero de 1381, Viena), abadesa de Santa Clara en Viena.
3. Margarita (1346, Viena - 14 de enero de 1366, Brno), se casó con:
  1. En Passau a 4 de septiembre de 1359 con el Conde Meinhard III de Tirol
  2. En Viena en 1364 con el Margrave Juan Enrique de Moravia.
4. Federico III de Austria (1347, Viena - 1362, Viena). Murió soltero.
5. Alberto III de Austria (9 de septiembre de 1349, Viena - 29 de agosto de 1395, Castillo Laxenburg).
6. Leopoldo III de Austria (1 de noviembre de 1351, Viena - 9 de julio de 1386, Sempach).

| Predecesor: Federico I | Duque de Austria 1330-1358 con Otón (1330 - 1339) | Sucesor: Rodolfo IV y Federico III, y nominalmente Alberto III y Leopoldo III |